# Charl Schwartzel
Charl Adriaan Schwartzel(/ˈʃɑːrl ˈʃwɔːrtsəl/; sinh ngày 31 tháng 8 năm 1984) là một tay golf chuyên nghiệp Nam Phi đang chơi trong PGA Tour và PGA European Tour và Sunshine Tour. Anh có cho riêng mình một chức vô địch Masters Tournament vào năm 2011.
Schwartzel sinh ra tại Johannesburg, Nam Phi.